# Magical Mystery Tour (bài hát)
"Magical Mystery Tour" là ca khúc của The Beatles, mở đầu cho album cùng tên, bản EP-kép cũng như bộ phim cùng tên của họ phát hành vào năm 1967. Không giống như những ca khúc chủ đề khác của ban nhạc, ca khúc này không được phát hành dưới dạng đĩa đơn.

## Thành phần tham gia sản xuất
Theo The Beatles Bible
- Paul McCartney – hát chính, piano, bass.
- John Lennon – hát bè, guitar acoustic nền, định âm.
- George Harrison – hát bè, lead guitar, định âm.
- Ringo Starr – trống, định âm.
- Mal Evans, Neil Aspinall – định âm.
- David Mason, Elgar Howarth, Roy Copestake, John Wilbraham – trumpet.

## Các bản hát lại
| Năm  | Nghệ sĩ          | Phát hành                 | Ghi chú |
| ---- | ---------------- | ------------------------- | --- |
| 1976 | Ambrosia         | All This and World War II | |
| 1991 | Cheap Trick      | Greatest Hits             | |
| 2001 | Transatlantic    | Live in America           | Live; Một phần trong liên khúc cùng "Mystery Train" và "Strawberry Fields Forever".                        |
| 2003 | The Punkles      | Pistol                    | |
| 2006 | Yngwie Malmsteen | Butchering The Beatles    | Với phần hát của Jeff Scott Soto, bass của Jeff Pilson, trống của Frankie Banali và guitar của Bob Kulick. |
| 2007 | Bonnie Pink      | Water Me                  | |
| 2007 | Beatallica       | Masterful Mystery Tour    | Hát lẫn cùng ca khúc "Master of Puppets" của Metallica để hát thành "Masterful Mystery Tour".              |
| 2009 | Beelzebubs       | The Sing-Off              | |